# Szkoła edeska

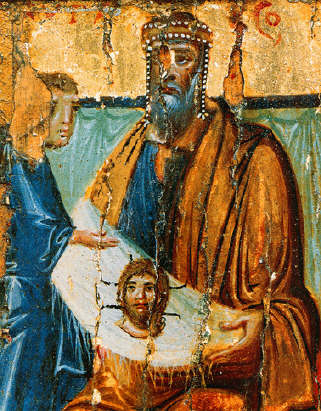
Bizantyjska ikona przedstawiająca Abgara V

Szkoła edeska (syr. ܐܣܟܘܠܐ ܕܐܘܪܗ) – często mylona ze szkołą nisibiską, termin określający styl wypracowany przez teologów syryjskich. Została założona ok. II wieku przez królów z dynastii Abgarów. W 363 roku Nisibis został zajęty przez Persów zmuszając uczonych, do jego opuszczenia. Skierowali się do Edessy, a na czele nowej szkoły stanął Efrem Syryjczyk, doprowadzając do jej rozkwitu.
Po schizmie z 489 roku, cesarz bizantyński Zenon Izauryjczyk zamknął szkołę za wykładanie doktryny nestoriańskiej, przez co skupieni tam teologowie powrócili do Nisibisu.